# Miguel Margalef
Miguel Margalef (nascido em 8 de março de 1956) é um ex-ciclista uruguaio. Representou sua nação em dois eventos durante os Jogos Olímpicos de 1976.